# مسجد الغاصرون
مسجد الغاصرون هو مسجد قديم من مساجد مدينة تونس، لم يعُد موجودا.

## الموقع
كان يقع بنهج الغاصرون.

## التاريخ
تمّ بناؤه في  العهد الحفصي.